# Тетово (община)
Община Тетово (мак. Општина Тетово) — община в Північній Македонії. Адміністративний центр — місто Тетово. Розташована на північному заході  Македонії, Полозький статистично-економічний регіон, з населенням 86 580 мешканців, які проживають на площі — 261,89 км².